# Norbert Schemansky
Norbert Schemansky (n. 30 mai 1924, Detroit, Michigan, SUA – d. 7 septembrie 2016, Dearborn⁠(d), Michigan, SUA) a fost un halterofil ce a reprezentat Statele Unite ale Americii, medaliat olimpic. A participat la 4 ediții ale Jocurilor Olimpice (1948, 1952, 1960, 1964) în care a câștigat o medalie de aur și o medalie de bronz.